# Вологодские зори
«Волого́дские зо́ри» — скорый фирменный поезд, курсировавший по маршруту Вологда — Москва — Вологда в период с 1978 по 2014 годы.
В советский период формировался и обслуживался вагонным депо (ЛВЧ-4) «Вологда» Северной железной дороги, а в последнее время, — «Вагонным участком Вологда» Северного филиала АО «ФПК». Долгие годы начальником поезда проработала Людмила Лебедева — кавалер Медали ордена «За заслуги перед Отечеством» II степени.
Считался самым удобным поездом из Москвы до Вологды, который отправлялся в 23.04 и прибывал в 08.10 утра.

## История
В свой первый рейс фирменный поезд «Вологодские зори» № 59/60 отправился в конце мая 1978 года (по другим данным — в июне 1979. В 1990-е годы вагоны состава были выкрашены в зелёный цвет с «надоконным поясом» и тамбурными дверьми голубого цвета. Надпись «Вологда» на боковинах вагонов была нарисована и выполнена белой краской.
В состав поезда входили вагоны СВ, купейные и несколько плацкартных, в 2010-х они были заменены на вагоны повышенной комфортности экономкласса. Все годы курсирования состав обслуживал вагон-ресторан.
В Москве поезд отправлялся и прибывал на Ярославский вокзал. С 2010 года несколько вагонов из состава поезда были оборудованы для удобства «инвалидов-колясочников» и других категорий маломобильных пассажиров.
Для тяги пассажирского состава фирменного поезда, в разное время использовались электровозы ВЛ60 и ЧС4Т. На участке Данилов — Москва ЧС2К, ЧС7 или ЭП10 На станции Данилов локомотив переменного тока меняли на локомотив постоянного тока и наоборот при обратном следовании.
С 2013 года поезд «Вологодские зори» объединялся с фирменным пассажирским составом «Шексна», однако впоследствии был исключён из расписания и расформирован «до особого распоряжения». По утверждению представителя пресс-службы Вологодского региона Северной железной дороги:

Фирменный поезд «Вологодские зори» назначается только перед большими праздниками (к примеру, в канун Нового года), когда в стране возрастает пассажиропоток…— ИА «Вологда Регион» 18.07.2018 г.

### Комментарии
1. ↑  На некоторых фирменных и именных поездах, буквы их наименования, которые крепились на боковинах, в верхней части вагона — изготавливались из цветных металлов или пластмасс

## Статьи и публикации
- Ирина Лебедева. Людмила и её команда // Северная магистраль : газета. — 2018. — 3 августа (№ 28).
- Ольга Бурчевская. Скорый поезд «Вологда - Москва» запустят этой осенью // «Вологда Регион» : информационное агентство. — 2018. — 18 июля.
- Анна Молчанова. Вологда железнодорожная // Северная магистраль : газета. — 2012. — 15 июня (№ 23).
- Николай Порецкий. Плавный подъём // Гудок : газета. — 2010. — 25 ноября.
- Ворота русского севера // Отдых в России : журнал. — 2005. — 20 января (№ 16).